# Garganornis
Garganornis (có nghĩa là "chim Gargano") là một chi chim thuộc các loài chim nước trong họ Vịt (Anatidae) có kích thưởng khổng lồ mà không biết bay và đã tuyệt chủng từ thế Miocen muộn, hóa thạch của chúng được phát hiện tại vùng Gargano ở nước Ý. Chi chim tiền sử này chỉ bao gồm một loài là Garganornis ballmanni được Meijer đặt tên vào năm 2014. Kích thước khổng lồ của nó được cho là đã tiến hóa để thích nghi với việc sống ở những khu vực trống trải, không có động vật ăn thịt trên cạn và như một biện pháp phòng vệ những kẻ săn mồi bản địa trên không như đại bàng Garganoaetus và cú chuồng khổng lồ Tyto gigantea. Tên chi Garganornis có nguồn gốc từ khu vực Gargano, trong đó các hóa thạch được phát hiện và hậu tố ornis trong tiếng Hy Lạp có nghĩa là "chim". Tên của loài ballmanni là nhằm tôn vinh Peter Ballmann, người đầu tiên mô tả các loài chim của vùng Gargano.

## Mô tả
Các hóa thạch về mảnh xương Tibiotarsus (là xương lớn giữa xương đùi và cổ chân ở chân của một con chim, nó là sự hợp nhất của phần gần của thân với xương chày) của loài Garganornis lớn hơn khoảng 30% so với xương của một con thiên nga trắng. Dựa trên các so sánh với thiên nga trắng thì người ta ước tính rằng Garganornis có thể có trọng lượng trong khoảng 15–22 kg (33–49 lb), lớn hơn bất kỳ loài thủy cầm trong họ vịt nào còn sống. Điều này cho thấy rằng nó có khả năng nó sẽ không bay vì cân nặng và nhiều bằng chứng khảo cổ khác phân tích ra cho thấy những con vịt lớn này có lẽ đã thich nghi với một lối sống không bay lượn.
Trong một số mẫu vật của Garganornis, có một núm nhỏ bằng xương trên đỉnh tương tự như núm của thiên nga, ngỗng, vịt và các loài khác và nó có thể được sử dụng để chiến đấu. Xương Phalanx của các ngón chân cũng tương đối chắc chắn, và tương tự như các dạng xương khổng lồ khác. Garganornis có chung một số đặc điểm ở loài có xương Tibiotarsus với một nhóm các loài dạng vịt lớn (trong bộ Ngỗng-Anseriformes) khác là Gastornithidae, cụ thể là, lỗ giữa ống nong rộng, lỗ dưới đáy của ống nong có hình tròn (mặc dù nó nằm ở giữa hơn so với ống dẫn hơn là ở các ống bụng), ống nong tương đối sâu, và lỗ dưới đáy của ống nong có một chỗ lõm ở phía bên của nó. Tuy nhiên, do các loài động vật thuộc hệ thống dạ dày ruột và các động vật thuộc Kỷ Cổ Cận (Paleogen) khác dường như không sống sót hoặc thậm chí đến khu vực này, nên nhiều khả năng những đặc điểm chung này là sự thích nghi theo kiểu tiến hóa hội tụ với kích thước cơ thể khổng lồ.